# Richard D. Wolff

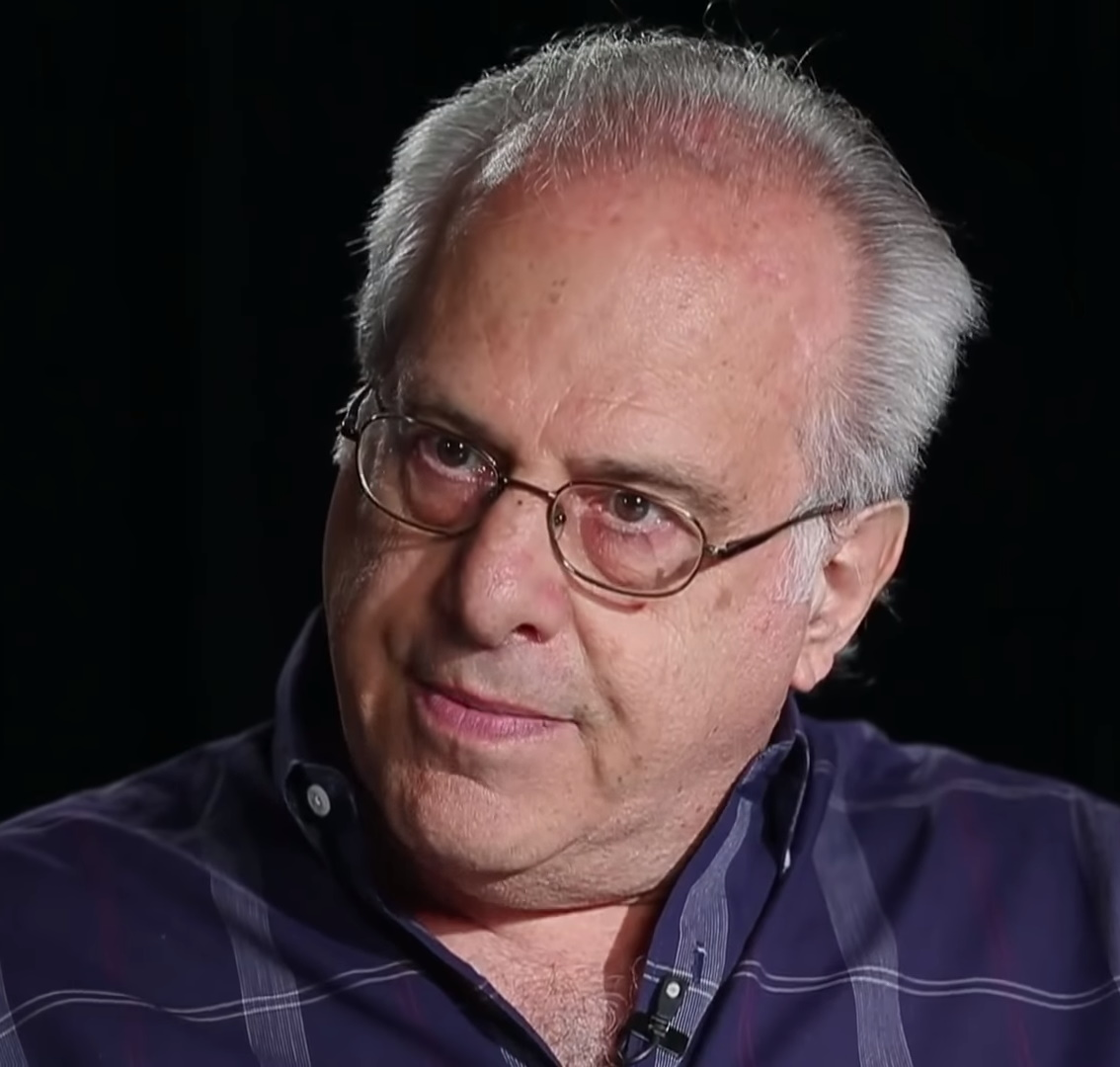
Richard D. Wolff in der Laura Flanders Show, Juli 2015

Richard David Wolff (* 1. April 1942 in Youngstown, Ohio) ist ein US-amerikanischer Wirtschaftswissenschaftler. Er forschte an der University of Massachusetts in Amherst zur ökonomischen Methodologie und zur Klassenstruktur der Vereinigten Staaten. Er ist emeritierter Professor der University of Massachusetts, Amherst und Gastprofessor im Graduiertenprogramm für Internationale Politik der New School University in New York. Er lehrte an der Yale University, City University of New York, der University of Utah, der University von Paris I (Sorbonne) und am Brecht Forum in New York City. Bekannt wurde sein Buch „Occupy the Economy: Challenging Capitalism“ durch die Bewegung „Occupy Wall Street“.
1988 war er Mitbegründer der Zeitschrift Rethinking Marxism. 2010 publizierte er Capitalism Hits the Fan: The Global Economic Meltdown and What to Do About It. 2012 erschienen drei weitere Bücher: Occupy the Economy: Challenging Capitalism mit David Barsamian (San Francisco: City Lights Books), Contending Economic Theories: Neoclassical, Keynesian, and Marxian mit Stephen Resnick (Cambridge, MA und London: MIT University Press) und Democracy at Work (Chicago: Haymarket Books).
Wolff moderiert das wöchentliche einstündige Radioprogramm Economic Update auf WBAI, 99.5 FM, New York City (Pacifica Radio) und ist häufiger Gast im Fernsehen oder Interviewpartner in den Print- und Internetmedien.
The New York Times Magazine bezeichnete ihn als „Amerikas prominentesten marxistischen Ökonomen“.

## Lebenslauf
Richard Wolffs Eltern emigrierten während des Zweiten Weltkriegs aus Europa in die USA. Sein Vater, ein französischer Rechtsanwalt, hatte bis zur Ausreise in Köln gearbeitet. Er fand in Youngstown, Ohio, Arbeit als Stahlarbeiter (teilweise weil seine europäische Qualifikation in den USA nicht anerkannt wurde) und die Familie siedelte sich schließlich in der Nähe der Stadt New York an. Seine Mutter war Deutsche. Wolff äußerte, dass seine europäische Herkunft seine Weltsicht beeinflusst habe: 
“[E]verything you expect about how the world works probably will be changed in your life, that unexpected things happen, often tragic things happen, and being flexible, being aware of a whole range of different things that happen in the world, is not just a good idea as a thinking person, but it’s crucial to your survival. So, for me, I grew up convinced that understanding the political and economic environment I lived in was an urgent matter that had to be done, and made me a little different from many of my fellow kids in school who didn’t have that sense of the urgency of understanding how the world worked to be able to navigate an unstable and often dangerous world. That was a very important lesson for me.” 
„Alles, was man darüber denkt, wie die Welt funktioniert, ändert sich wahrscheinlich, wenn unerwartete Dinge, oft tragische Dinge passieren, und flexibel zu sein, sich der ganzen Masse an verschiedenen Dingen, die in der Welt vorgehen, bewusst zu sein, ist nicht nur eine gute Idee für einen denkenden Menschen, sondern absolut notwendig zum Überleben. Ich wuchs in diesem Sinne anders auf als viele meiner Schulkameraden, die nicht denselben Sinn dafür hatten, wie wichtig es war, die Welt zu verstehen, um in einer instabilen und oft gefährlichen Welt den Weg zu finden. Das war für mich eine wichtige Lektion.“
Wolffs Vater war mit Max Horkheimer bekannt.

## Studium
In Harvard schloss er 1963 sein Geschichtsstudium mit dem BA mit der Bewertung magna cum laude ab und wechselte zu Paul A. Baran nach Stanford – wo er 1964 seinen MA in Wirtschaftswissenschaften ablegte. Als Baran 1964 überraschend verstarb, wechselte Wolff zur Yale University, wo er 1966 seinen MA in Wirtschaftswissenschaften, 1967 in Geschichte und 1969 seinen PhD in Wirtschaftswissenschaften ablegte. Als Graduierter unterrichtete er in Yale als „instructor“. Seine Dissertation „The Economics of Colonialism: Britain and Kenya“, wurde 1974 in Buchform veröffentlicht.
Er spricht außer Englisch fließend Deutsch und Französisch.

## Berufliche Laufbahn
Wolff lehrte von 1969 bis 1973 am City College of New York. Dort begann seine lebenslange Zusammenarbeit mit dem Ökonomen Stephen Resnick, der 1971 nach New York kam, nachdem er in Yale abgewiesen wurde, da er eine Antikriegspetition unterzeichnet hatte. Mit Samuel Bowles, Herbert Gintis und Rick Edwards gehörten sie zu dem so genannten „Radikalenpaket“ („radical package“), das 1973 von der Abteilung für Wirtschaftswissenschaften an der University of Massachusetts Amherst aufgenommen wurde, wo Wolff ab 1981 fest angestellt war. 2008 wurde er pensioniert, aber blieb als professor emeritus aktiv und trat im selben Jahr der The New School als Gastprofessor bei.
Die erste gemeinsame Publikation von Wolff und Resnick war The Theory of Transitional Conjunctures and the Transition from Feudalism to Capitalism. Sie steckte den Rahmen für ihre weitere Arbeit ab. Sie arbeiteten eine nicht-deterministische Klassenanalyse aus, um die Konflikte im Übergang vom Feudalismus zum Kapitalismus zu verstehen. Zu ihren Themen gehörte die marxistische Werttheorie, die Überdeterminierung, die radikale Ökonomie, der internationale Handel, Business Cycles, gesellschaftliche Formationen, die Sowjetunion und der Vergleich marxistischer und nichtmarxistischer Theorien.
Wolffs Zusammenarbeit mit Resnick nahm das Werk Louis Althussers und Étienne Balibars Werk Reading Capital zum Ausgangspunkt eines eingehenden Studiums der Bände II und III von Karl Marx’ Das Kapital, dessen Ergebnis sie 1987 in Knowledge and Class darstellten.
1989 gründete Wolff mit befreundeten Professoren und Studierenden die akademische Zeitschrift Rethinking Marxism, die eine Plattform für die Reflexion und Weiterentwicklung marxistischer Konzepte in den Wirtschaftswissenschaften bieten will, aber auch andere Gebiete der Sozialforschung berücksichtigt. Er ist weiterhin Mitglied des Beirats (Advisory Board) dieser Zeitschrift.
1994 war Wolff Gastprofessor an der University of Paris 1 Pantheon-Sorbonne. Er lehrt auch an der University of Massachusetts Amherst und im Graduiertenprogramm für Internationale Politik (GPIA) an der The New School.
Er war Gründungsmitglied der Green Party von New Haven, Connecticut, und kandidierte dort 1985 auch für den Posten des Bürgermeisters. 2011 rief er zur Gründung einer linksgerichteten Massenpartei auf. Besonders nach seiner Emeritierung 2008 hielt Wolff viele öffentliche Vorträge in den USA und anderen Ländern. Er hält auch regelmäßig Vorlesungen am Brecht Forum. Auch in öffentlichen Medien ist er ein häufiger Gast und Autor. Wolff moderiert ein Wirtschaftsprogramm im Radio bei WBAI in New York City.
Einer seiner Studenten, Giorgos A. Papandreou, wurde später Premierminister Griechenlands (2009–2011). Wolff erinnert sich an ihn als jemand, der sozialistischer Ökonom werden wollte. Der Wirtschaftsprofessor von CUNY, Costas Panayotakis, bemerkte dazu, dass Papandreou nach seiner Wahl 2009, die er mit der Kritik am Austeritätsprogramm gewonnen hatte, später seine Richtung änderte und das brutalste Austeritätsprogramm durchsetzte, das das Land bisher gesehen hatte.

## Projekte
Wolff ist Mitbegründer von Democracy at Work, einer gemeinnützigen Organisation, die sich für Mitbestimmung im Betrieb einsetzt, in der sie einen wichtigen Faktor für den Übergang vom Kapitalismus zu einer neuen und besseren Wirtschaftsform sieht. Diese Organisation entstand aufgrund seines 2012 publizierten Buches Democracy at Work: A Cure for Capitalism.

## Politik
Im Juli 2015 unterstützte Wolff die Ärztin und Kandidatin der Green Party in Massachusetts, Jill Stein, bei ihrer Kandidatur für das Präsidentenamt.

## Privates
Wolff lebt in Manhattan mit seiner Frau und Mitarbeiterin, Harriet Fraad, einer Psychotherapeutin. Sie haben zwei erwachsene Kinder.

## Bibliographie
- Richard D. Wolff: The Economics of Colonialism. Yale University Press, New Haven and London 1974, ISBN 0-300-01639-5 (englisch).
- Stephen A. Resnick, Richard D. Wolff, eds.: Rethinking Marxism: Essays for Harry Magdoff and Paul Sweezy. Autonomedia, NY 1985 (englisch).
- Richard D. Wolff, Stephen A. Resnick: Economics: Marxian versus Neoclassical. Johns Hopkins Press, Baltimore 1987, ISBN 0-8018-3479-1 (englisch).
- Stephen A. Resnick, Richard D. Wolff: Knowledge and Class: A Marxian Critique of Political Economy. University of Chicago Press, Chicago 1987, ISBN 0-226-71021-1 (englisch).
- Harriet Fraad, Richard Wolff, Stephen Resnick: Bringing It All Back Home: Class, Gender and Power in the Modern Household. Pluto Press, 1994, ISBN 0-7453-0707-8 (englisch).
- Richard D. Wolff, Stephen Resnick, David F. Ruccio: Crisis and Transitions: A Critique of the International Economic Order. Westview Press, 1988, ISBN 0-8133-0757-0 (englisch).
- J.K. Gibson-Graham, Stephen A. Resnick, Richard D. Wolff: Class and Its Others. Minnesota University Press, Minneapolis, MN 2000, ISBN 0-8166-3618-4 (englisch).
- J.K. Gibson-Graham, Stephen A. Resnick, Richard D. Wolff: Re/Presenting Class: Essays in Postmodern Marxism. Duke University Press, Durham, NC 2001, ISBN 0-8223-2709-0 (englisch).
- Stephen A. Resnick, Richard D. Wolff: Class Theory and History: Capitalism and Communism in the USSR. Routledge, NY 2002, ISBN 0-415-93317-X (englisch).
- Stephen A. Resnick, Richard D. Wolff: New Departures in Marxian Theory. Routledge, NY 2006, ISBN 0-415-77025-4 (englisch).
- Richard D. Wolff: Capitalism Hits the Fan. Olive Branch Press, 2009, ISBN 1-56656-784-X (englisch).
- Richard D. Wolff, Stephen A. Resnick: Contending Economic Theories: Neoclassical, Keynesian, and Marxian. MIT Press, Cambridge, MA 2012, ISBN 978-0-262-01800-5 (englisch).
- Richard D. Wolff: Democracy at Work: A Cure for Capitalism. Haymarket Books, Chicago 2012, ISBN 978-1-60846-247-6 (englisch).
- Richard D. Wolff: Capitalism’s Crisis Deepens: Essays on the Global Economic Meltdown. Haymarket Books, Chicago 2016, ISBN 978-1-60846-595-8 (englisch).

### Filme
- Richard Wolff[15]: Capitalism Hits the Fan. Hrsg.: Media Education Foundation[16]. 2009 (englisch, capitalismhitsthefan.com (Seite nicht mehr abrufbar. Suche in Webarchiven)).